# Mysis mixta
Mysis mixta is een aasgarnalensoort uit de familie van de Mysidae. De wetenschappelijke naam van de soort is voor het eerst geldig gepubliceerd in 1852 door Lilljeborg.